# Saint-Méen-le-Grand
Saint-Méen-le-Grand è un comune francese di 4 528 abitanti situato nel dipartimento dell'Ille-et-Vilaine nella regione della Bretagna.

## Società

### Evoluzione demografica
Abitanti censiti

## Amministrazione

### Gemellaggi
- Valentano